# Mercedes-Benz L 338
 (mai 2024).
 (mai 2024).
La mise en forme du texte ne suit pas les recommandations de Wikipédia : il faut le « wikifier ».
Les points d'amélioration suivants sont les cas les plus fréquents. Le détail des points à revoir est peut-être précisé sur la page de discussion.
- Les titres sont pré-formatés par le logiciel. Ils ne sont ni en capitales, ni en gras.
- Le texte ne doit pas être écrit en capitales (les noms de famille non plus), ni en gras, ni en italique, ni en « petit »…
- Le gras n'est utilisé que pour surligner le titre de l'article dans l'introduction, une seule fois.
- L'italique est rarement utilisé : mots en langue étrangère, titres d'œuvres, noms de bateaux, etc.
- Les citations ne sont pas en italique mais en corps de texte normal. Elles sont entourées par des guillemets français : « et ».
- Les listes à puces sont à éviter, des paragraphes rédigés étant largement préférés. Les tableaux sont à réserver à la présentation de données structurées (résultats, etc.).
- Les appels de note de bas de page (petits chiffres en exposant, introduits par l'outil «  Source ») sont à placer entre la fin de phrase et le point final[comme ça].
- Les liens internes (vers d'autres articles de Wikipédia) sont à choisir avec parcimonie. Créez des liens vers des articles approfondissant le sujet. Les termes génériques sans rapport avec le sujet sont à éviter, ainsi que les répétitions de liens vers un même terme.
- Les liens externes sont à placer uniquement dans une section « Liens externes », à la fin de l'article. Ces liens sont à choisir avec parcimonie suivant les règles définies. Si un lien sert de source à l'article, son insertion dans le texte est à faire par les notes de bas de page.
- La présentation des références doit suivre les conventions bibliographiques. Il est recommandé d'utiliser les modèles {{Ouvrage}}, {{Chapitre}}, {{Article}}, {{Lien web}} et/ou {{Bibliographie}}. Le mode d'édition visuel peut mettre en forme automatiquement les références.
- Insérer une infobox (cadre d'informations à droite) n'est pas obligatoire pour parachever la mise en page.

Pour une aide détaillée, merci de consulter Aide:Wikification.
Si vous pensez que ces points ont été résolus, vous pouvez retirer ce bandeau et améliorer la mise en forme d'un autre article.
Le Mercedes-Benz L 338. est un camion Mercedes-Benz présenté au public par Daimler-Benz AG en novembre 1960. 
Extérieurement, le L 338 ressemble beaucoup au L 337, mais diffère surtout du L 337 par ses valeurs techniques. Ces changements résultent de nouvelles réglementations en matière d’approbation. En particulier, le rapport puissance/poids a été redéfini. Les véhicules ont reçu une augmentation de puissance pour rendre justice à la puissance au tonnage. Le camion a été fabriqué à l’usine de Gaggenau en différentes versions : il était disponible en châssis, benne basculante et camion à plateau et en tant que tracteur de semi-remorque.
Le modèle L 337 précédent, un camion lourd avec une charge utile maximale de 7230 kg, sera désormais remplacé par le L338 avec une charge utile autorisée de 8300 kg.
L’unité d’entraînement est le diesel à préchambre OM 326 éprouvé. La puissance est maintenant de 180 ch à 2200 tr/min. Le couple maximal est de 58 mkg à 1300 tr/min. Grâce à la courbe de couple plate, vous disposez d’une bonne force de traction en côte et lors de l’accélération. La force de traction peut être adaptée à la charge via l’essieu arrière à double changement de vitesse. La transmission manuelle reste avec la boîte de vitesses éprouvée à 5 rapports, tandis que l’essieu arrière est modifié d’un facteur 1,4 via un ensemble planétaire.
De plus, un essieu supplémentaire peut être commandé pour s’écarter de l’essieu standard afin de mieux adapter le véhicule à l’utilisation prévue.
Les charges par essieu admissibles ont été considérablement augmentées par rapport au véhicule précédent L337 (entre parenthèses). La charge sur l’essieu avant est de 4500 kg (4000 kg), la charge sur l’essieu arrière est de 9000 kg (8000 kg). Le poids total autorisé est maintenant de 13500 kg (12000 kg). Le poids à vide est passé à 5200 kg (4770 kg) en raison des mesures de renforcement. Les dimensions de la longueur sont également passées de 7650 mm à 7740 mm. Cela a permis d’accueillir une table à plat nettement plus grande avec des dimensions de 5000 mm à 2250 mm.
Le nombre de mètres carrés est passé à 11,25. Grâce à des parois latérales plus hautes d’une hauteur de 700 mm, il est désormais possible de transporter beaucoup plus de marchandises. La capacité de remorquage, qui est généralement aussi élevée que le véhicule tracteur, peut être de 13500 kg. Avec un permis d’exemption, cependant, les remorques jusqu’à 16 tonnes ont également été autorisées à être remorquées jusqu’au 31.03.1963. À cette fin, la traverse finale a été renforcée. Les pneus sont passés de 9,00-20 à 10,00-20. La capacité d’escalade maximale est de 39%.
Les véhicules ont ensuite été renommés de la L338 à la désignation moderne de véhicule L 1418. De cette désignation, on peut déduire grossièrement les performances techniques. Donc 14 pour 14t de poids brut autorisé et 18 pour 180 ch de puissance moteur. Au total, le véhicule était disponible en 9 variantes différentes, si l’on tient compte des deux empattements.

## Aperçu des modèles

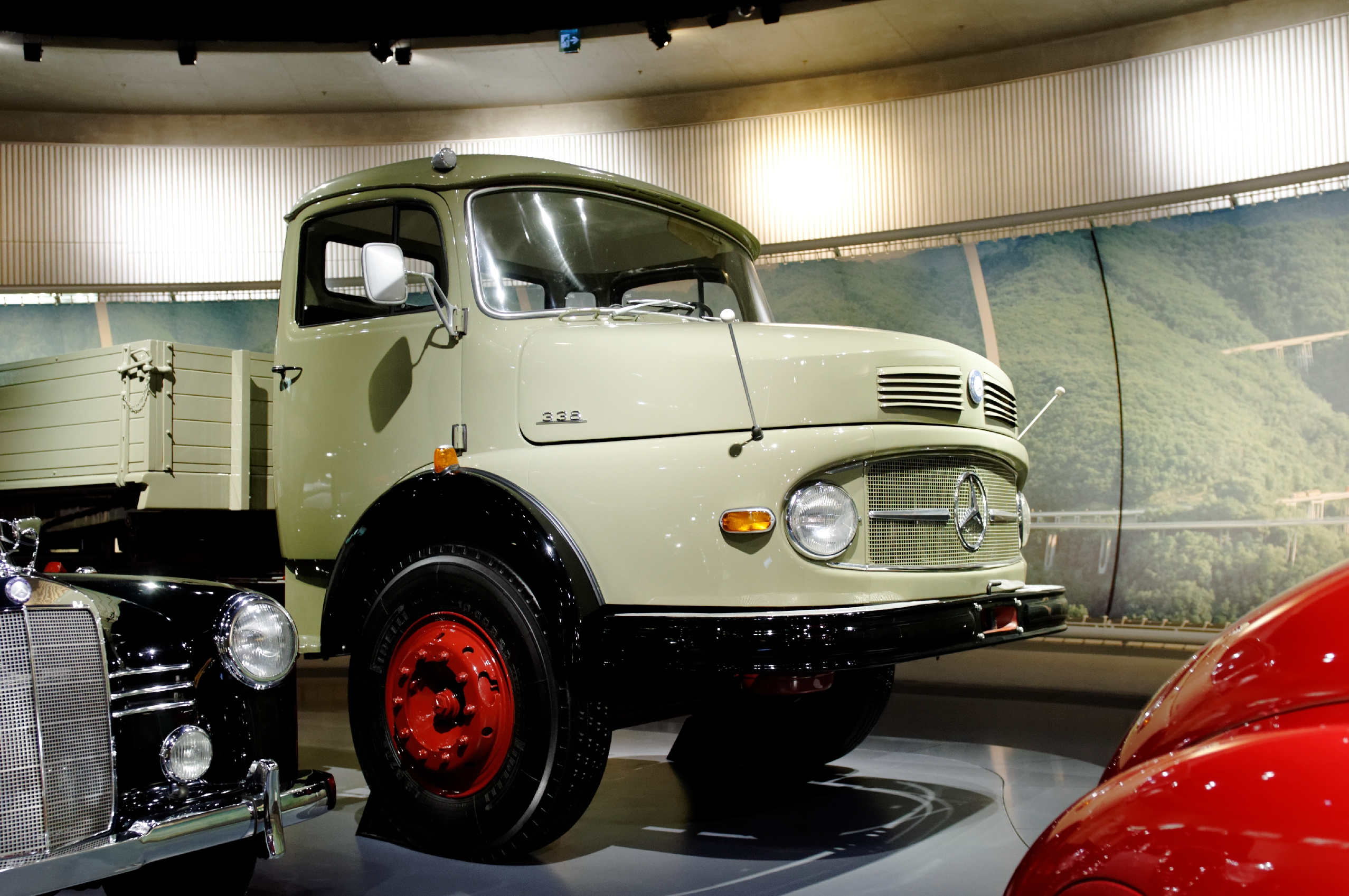
L 338

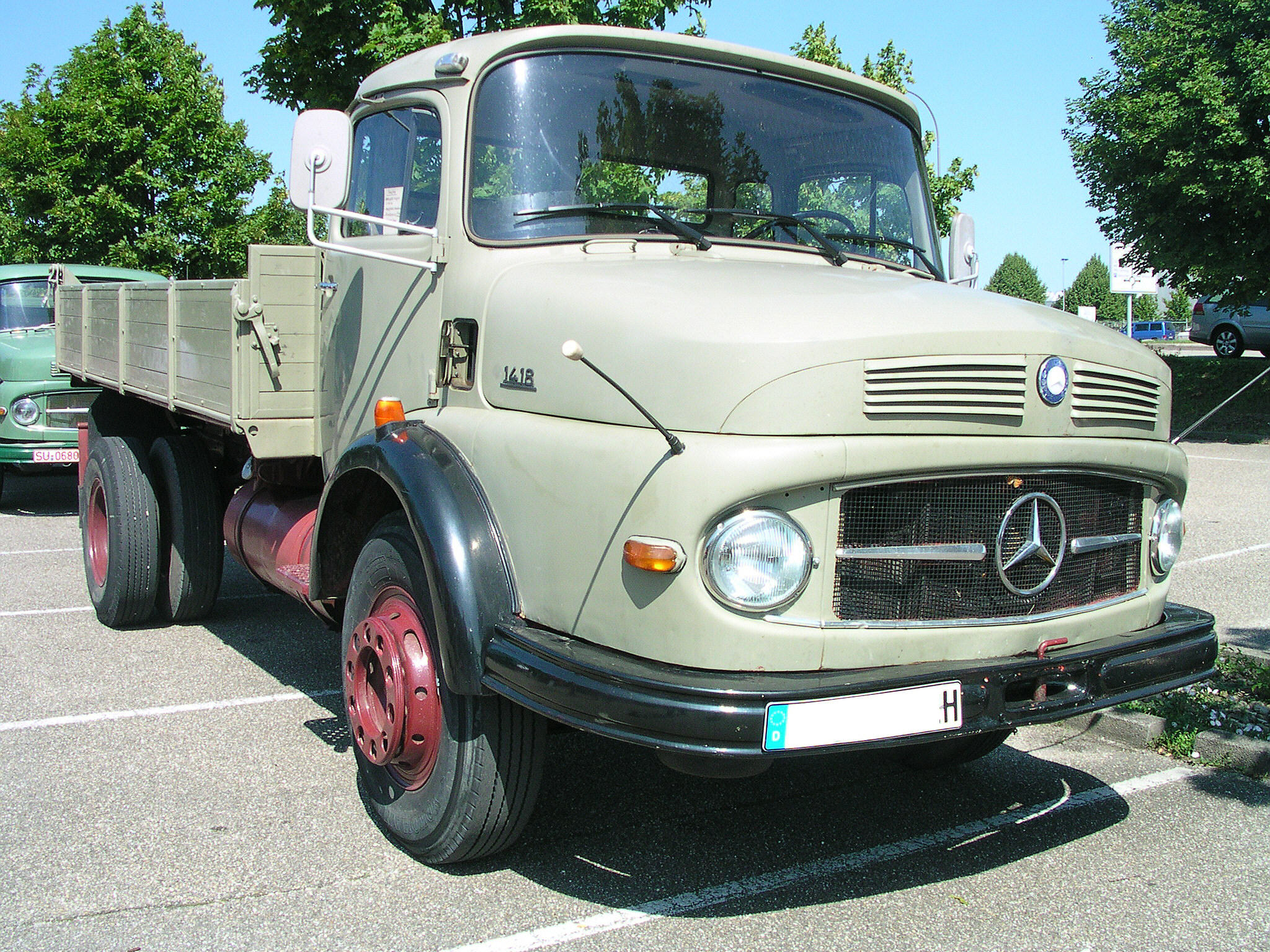
L 1418

- L 338/44 : modèle de base en châssis ou avec plateforme (4400 mm)
- L 338/50: modèle de base en châssis ou avec plateforme (5000 mm)
- LK 338/42 : Benne basculante à trois voies (4200 mm)
- LS 338/37 : tracteur (3700 mm)
- LP 338/42 : Cabine sur-moteur sans cabine couchette (4200 mm)
- LP 338/42 : Cabine sur-moteur avec cabine couchette (4200 mm)
- LP 338/50 : Cabine sur-moteur sans cabine couchette (5000 mm)
- LPS 338/32 : tracteur avec cabine sur moteur sans cabine couchette (3200 mm)
- LPS 338/37 : tracteur avec cabine sur moteur avec cabine couchette (3700 mm)

## Spécifications
- Moteur OM 326 (1960-1963)
- Moteur OM 346 (1964-1976)Typ L1418[2]
- Puissance 185 ch (OM 346)
- Couple 64 mkp (OM 346)
- Embrayage à sec monodisque
- Boîte de vitesses à 5 rapports Typ G32 (i= 6,106;3,24;2,19;1,467,1)
- Essieu arrière à 2 vitesses (i= 5,63;7,9)
- Essieu arrière sur demande spéciale (i= 6,14;8,63)
- Direction à recirculation de billes
- Système de freinage hydraulique avec support d’air comprimé
- Réservoir de carburant de 100 litres
- Batterie 2x105 Ah en 12 Volt
- Vitesse dans les différents rapports sans réduction de l’essieu arrière (12;23;34;51;75)
- Cabine à trois places
- Plateau 5 000 × 2 250 × 700 mm = 11,25m²
- Charge sur l’essieu avant avec conducteur et plateau 2980 kg
- Charge sur l’essieu arrière avec conducteur et plateau 2220 kg
- charge par essieu admissible à l’avant 4500 kg
- charge par essieu admissible à l’arrière 9200 kg
- Poids total autorisé 13500 kg
- Empattement 4400 mm
- Écartement de voie avant 1930 mm
- Voie arrière 1793 mm
- Largeur du véhicule 2400 mm
- Longueur du véhicule 7740 mm
- Hauteur du véhicule 2490 mm
- Hauteur de chargement en fonction de la charge entre :1280 mm; 1440 mm
- Le plus petit cercle 16,6 m

## Production L 338
| Année            | 1960 | 1961 | 1962 |  | 1963 | 1964 | 1965 | 1966 | 1967 | 1968 | 1969 | 1970 | 1971 | 1972 | 1973 | 1974 | 1975 | 1976 | total |
| ---------------- | ---- | ---- | ---- |  | ---- | ---- | ---- | ---- | ---- | ---- | ---- | ---- | ---- | ---- | ---- | ---- | ---- | ---- | ----- |
| L 338 / L 1418   | 92   | 1425 | 1350 |  | 1519 | 1271 | 1513 | 1374 | 1259 | 988  | 1413 | 2023 | 1446 | 925  | 766  | 1492 | 638  | 927  | 19374 |
| LP 338 / LP 1418 | 62   | 573  | 434  |  | 391  | 399  | 349  | 353  | 6    | 20   | 0    | 0    | 0    | 0    | 0    | 0    | 0    | 0    | 2487  |